# Nyctiophylax kisoensis
Nyctiophylax kisoensis är en nattsländeart som först beskrevs av Tsuda 1942.  Nyctiophylax kisoensis ingår i släktet Nyctiophylax och familjen fångstnätnattsländor. Inga underarter finns listade i Catalogue of Life.